# Rödkindad buskhöna
Rödkindad buskhöna (Talegalla jobiensis) är en fågel i familjen storfotshöns inom ordningen hönsfåglar.

## Utbredning och systematik
Rödkindad buskhöna delas in i två underarter:
- Talegalla jobiensis jobiensis – förekommer i låglandsskog på norra centrala Nya Guinea och på Yapen
- Talegalla jobiensis longicauda – förekommer i låglandsskog på östra Nya Guinea

## Status och hot
Arten har ett stort utbredningsområde, men tros minska i antal, dock inte tillräckligt kraftigt för att den ska betraktas som hotad. Internationella naturvårdsunionen IUCN listar arten som livskraftig (LC).

## Namn
Fågels vetenskapliga artnamn jobiensis kommer av Jobi, ett äldre namn på ön Yapen där arten förekommer.